# Лавр (Шкурла)
Митрополи́т Ла́вр (англ. Metropolitan Laurus, в миру Василий Михайлович Шку́рла, словац. Vasiľ Škurla, русин. Василь Шкурла; 1 января 1928, Ладомирова, Чехословакия (ныне Словакия) — 16 марта 2008, Джорданвилль, штат Нью-Йорк, США) — епископ Русской Православной Церкви Заграницей (РПЦЗ); с октября 2001 года — первоиерарх (предстоятель) РПЦЗ, митрополит Восточно-Американский и Нью-Йоркский.
По подписании 17 мая 2007 года Акта о каноническом общении РПЦЗ и Московского Патриархата вошёл также в состав епископата последнего.

## Биография

### В Чехословакии
Родился 1 января 1928 года в небольшой деревне Ладомирова у Свидника в Чехословакии (территория современной Словакии) в русинской семье.
Крестил его архимандрит Виталий (Максименко) — известный почаевский миссионер, впоследствии архиепископ.
В 1939 году, в 11-летнем возрасте, вступил в братство монастыря Преподобного Иова Почаевского в Ладомировой. Монастырь (братство Иова Почаевского) формально был в юрисдикции Мукачевско-Пряшевской епархии Сербской Церкви, а фактически находился в ведении архиепископа РПЦЗ — Виталия (Максименко). В 1944 году, когда Красная Армия приближалась к восточной Словакии, монастырь был перенесён в Братиславу.
Местным уроженцам, в том числе и молодым послушникам Василию Шкурле и Василию Ванько, было трудно пойти на такой шаг. Сначала они и немногие другие остались. В эти дни архимандрит Серафим (Иванов) смог добраться до родной обители и уговорить обоих Василиев присоединиться к уже уехавшим.

### Монашество и священство
В 1944 году стал послушником. Вместе с братией монастыря переехал в Германию, затем в Швейцарию, а в 1946 году монастырская братия обосновалась в Джорданвилле (штат Нью-Йорк, США), где вступил в братию Свято-Троицкого монастыря; принял гражданство США.
В 1948 году в Троицком монастыре архиепископом Виталием (Максименко) был пострижен в рясофор, а вскоре и в мантию с именем Лавр.
14 января 1950 года был рукоположён во иеродиакона; 27 июня 1954 года — во иеромонаха. В том же году окончил Свято-Троицкую духовную семинарию, став преподавателем Священного Писания Ветхого Завета и патрологии.
2 июня 1958 года — награждён золотым наперсным крестом и назначен инспектором семинарии. 6 сентября 1959 года — возведён в сан игумена с возложением палицы. 21 ноября 1963 года — награждён крестом с украшениями и назначен заведующим книжным складом Свято-Троицкого монастыря, а 17 апреля 1966 года — возведён в сан архимандрита.

### Епископ
12 августа 1967 года, согласно определению Архиерейского Синода Русской Зарубежной Церкви, состоялось наречение архимандрита Лавра во епископа Манхэттенского, викария Восточно-Американской епархии.
13 августа 1967 года хиротонисан во епископа Манхэттенского, викария Восточно-Американской епархии. Хиротонию совершили митрополит Филарет (Вознесенский), архиепископы Вашингтонский и Флоридский Никон (Рклицкий), Сиракузский и Троицкий Аверкий (Таушев), епископы болгарских приходов Кирилл (Йончев) и Мельбурнский Антоний (Медведев). Назначен секретарём Архиерейского Синода РПЦЗ.
Как вспоминал митрополит Иларион (Капрал), в ту пору семинарист: «Эта новая должность требовала его постоянного пребывания при Архиерейском Синоде в Нью-Йорке, но Владыка приезжал каждый четверг для преподавания Патрологии в двух старших классах. Его обычно возил автомобилем его келейник Виктор Евгеньевич Лохматов, недавний выпускник семинарии и будущий протодиакон. Владыку Лавра все очень любили и уважали и весьма сожалели, что он не мог долго находиться в монастыре».
По смерти архиепископа Аверкия (Таушева) в апреле 1976 года, был избран братиею Свято-Троицкого монастыря настоятелем; переведён на Троицко-Сиракузскую кафедру.
20 октября 1981 года Архиерейским Синодом РПЦЗ, на основании определения Собора епископов, был возведён в сан архиепископа; 1 сентября 1984 года последовало решение о предоставлении ему права ношения бриллиантового креста на клобуке.
С 1990-х годов неоднократно посещал Россию для ознакомления с положением вещей в церковной жизни России и посещения отечественных святынь. По воспоминаниям его келейника протодиакона Виктора Лохматова:

он предпочитал путешествовать инкогнито, особенно когда стал епископом. Ему было важно не то, чтобы его узнавали и почитали, а то, чтобы можно было просто путешествовать и изучать веру народа, наблюдать ситуацию такой, какой она была на самом деле — особенно в России. В девяностые годы <…> Владыка несколько раз приезжал в Россию негласно. Одетый как простой иеромонах, он тихо приходил в разные монастыри и церкви. Он постоянно предупрежал меня: «Смотри не вздумай назвать меня „Владыка!“» Он был очень наблюдателен. <…> Он был внимателен ко всему, все замечал, особенно то, что касалось жизни верующих православных людей. Это постепенно убедило его в том, что разделение должно быть прекращено.

10 июля 2001 года Архиерейским Синодом РПЦЗ назначен заместителем Первоиерарха РПЦЗ, митрополита Виталия (Устинова).

### Первоиерарх
24 октября 2001 года в Синодальном Соборе Знамения Пресвятой Богородицы в Нью-Йорке Архиерейский Собор РПЦЗ, «совершив панихиду по Митрополитам Антонии, Анастасии и Филарете и молебен Божией Матери перед Её чудотворным Курско-Коренным образом, а также святителям Патриарху Тихону и Иоанну, Шанхайскому и Сан-францисскому Чудотворцу, призвав благодатную помощь Святого Духа, приступили к избранию нового Первоиерарха РПЦЗ». В голосовании приняло участие 18 архиереев, из них 6 отсутствовало, но подавших голоса письменно. Результаты первого тура были следующие: архиепископ Лавр — 12 голосов, архиепископ Марк (Арндт) — 1 голос, архиепископ Иларион (Капрал) — 1 голос, епископ Вениамин (Русаленко) — 1 голос, а трое воздержались. Получив таким образом уже в первом туре необходимые 2/3 голосов, архиепископ Лавр был избран пятым Первоиерархом РПЦЗ. Впервые Первоиерарх был избран в при первом же голосовании.
28 октября 2001 года в синодальном Знаменском соборе в Нью-Йорке «при великом стечении богомольцев» состоялась интронизация митрополита Лавра на митрополичий престол.
В ноябре 2001 года митрополит Лавр получил приглашение на приём, устроенный Президентом Российской Федерации В. В. Путиным в российском посольстве в Вашингтоне, по случаю его визита в США. Однако Первоиерарх РПЦЗ, по независящим от него обстоятельствам, не смог поехать на приём и поручил представлять его на нём секретарю Архиерейского Синода РПЦЗ епископу Гавриилу (Чемодакову). В. В. Путин передал поздравление митрополиту Лавру с его избранием, а Гавриил (Чемодаков) пригласил от имени последнего Президента Российской Федерации посетить приходы РПЦЗ в США и, особенно, Свято-Троицкий монастырь. В. В. Путин поблагодарил за приглашение и, в свою очередь, пригласил митрополита Лавра приехать с визитом в Москву.
24 сентября 2003 года в Нью-Йорке в Генеральном консульстве Российской Федерации состоялась встреча митрополита Лавра и членов Архиерейского Синода РПЦЗ с Президентом Российской Федерации В. В. Путиным. На встрече ему было вручено письмо Патриарха Московского и всея Руси Алексия II с приглашением посетить Москву, которое было с благодарностью принято.
15 по 28 мая 2004 года предпринял свой первый официальный визит в Россию.
23 августа 2006 года встретился с Патриархом Иерусалимским Феофилом III в здании Иерусалимской Патриархии. Патриарх Феофил пожелал, чтобы церковное единство и общение были восстановлены в ближайшем будущем и чтобы Русская Духовная Миссия в Иерусалиме продолжала процветать.
17 мая 2007 года в Храме Христа Спасителя в Москве, куда прибыл с представительной делегацией клириков и мирян РПЦЗ, вместе с Патриархом Московским Алексием II подписал Акт о каноническом общении РПЦЗ и РПЦ. По собственному признанию: «В тот исторический час я молился Богу и продолжаю молиться, благодарить Его за то, что обе ветви Русской церкви достигли такой возможности, запечатлев свое единомыслие через подписание Акта. Наконец мы вновь обрели возможность вместе сослужить, совершать богослужения! Это был чрезвычайно волнующий и трогательный момент в храме Христа Спасителя, многие люди плакали — ведь свершения воссоединения все мы ждали не одно десятилетие».
Выступая 20 февраля 2008 года на открытии в Кремле XII Всемирного русского народного собора уделил особое внимание необходимости противодействия ассимиляции — «одной из основных проблем молодёжи, так как она грозит отдалением от Церкви»; критикуя американское общество, сказал в частности: «В Америке и вообще на Западе проповедуется комфорт, эгоизм. Чрезвычайно распространены, например, наркомания, пьянство, внебрачные связи. Все это проповедуется и позволяется как нечто естественное. Очень трудно противостоять этому влиянию, потому что подобный стиль жизни, подобное мировоззрение усиленно насаждаются нашим обществом».

### Кончина и похороны

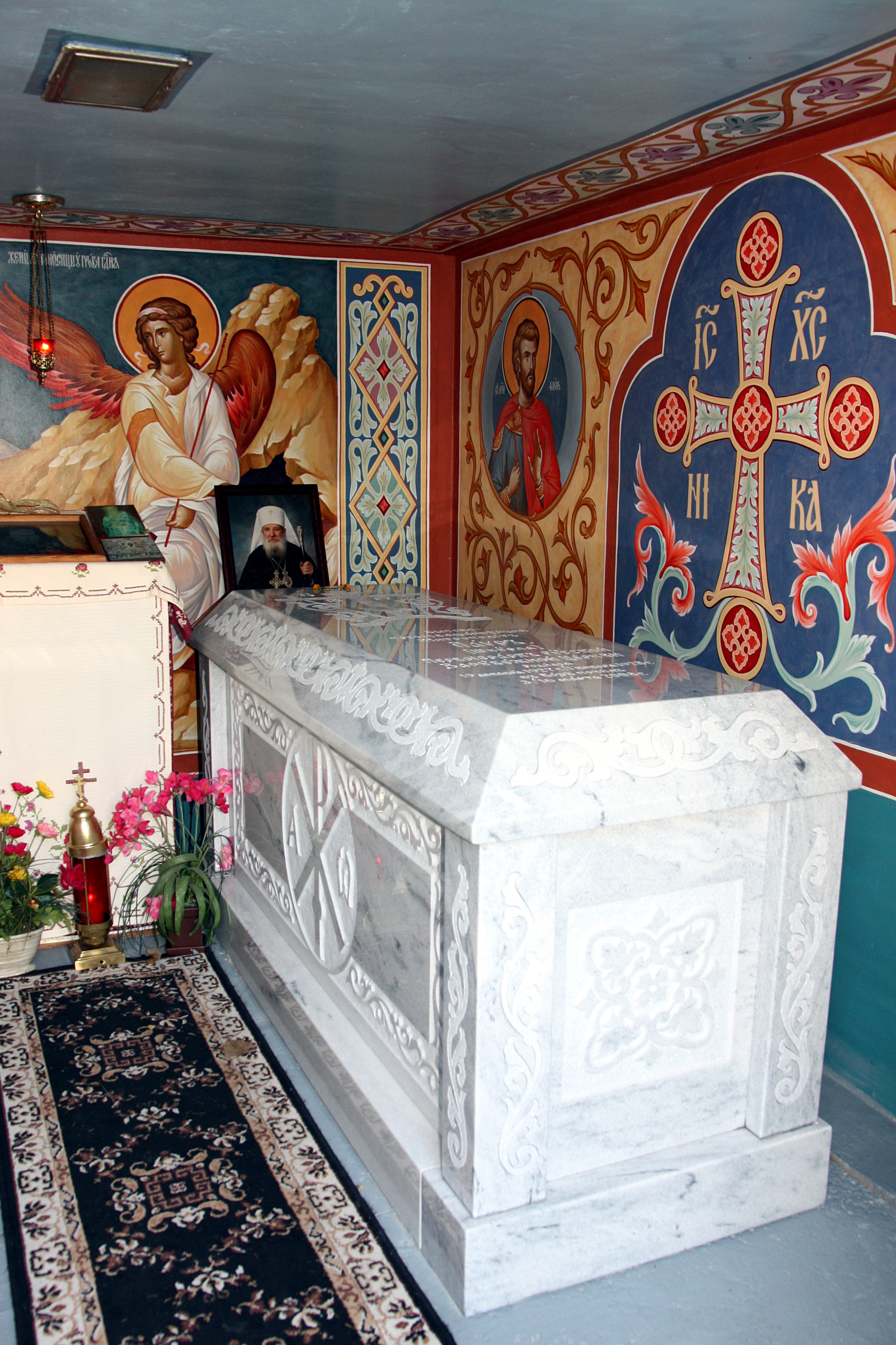
Могила митрополита Лавра

Скончался в ночь с 15 на 16 марта 2008 года в скиту в Джорданвилле.
17 марта Патриарх Московский и всея Руси Алексий II в сослужении собора иерархов в Троицком соборе Данилова монастыря вознёс молитву об упокоении новопреставленного митрополита Лавра и благословил митрополиту Крутицкому и Коломенскому Ювеналию возглавить на похоронах делегацию Русской Православной Церкви. В состав делегации кроме него вошли управляющий Патриаршими приходами в США епископ Зарайский Меркурий (Иванов) и секретарь Представительства Московского Патриархата в США протоиерей Александр Абрамов.
21 марта в Свято-Троицком соборе в Джоржанвилле была отслужена Литургия Преждеосвященных Даров и совершено отпевание почившего митрополита Лавра. Божественную Литургию и чин погребения возглавил митрополит Крутицкий и Коломенский Ювеналий, которому сослужили: митрополит Черновицкий и Буковинский Онуфрий (Березовский), архиепископ Сиднейский и Австралийско-Новозеландский Иларион (Капрал), архиепископ Берлинский и Германский Марк (Арндт), архиепископ Сан-Францисский и Западно-Американский Кирилл (Дмитриев), епископ Канадский Георгий (Джокич) (Сербская Православная Церковь), епископ Манхеттенский Гавриил (Чемодаков), епископ Зарайский Меркурий (Иванов), епископ Штутгартский Агапит (Горачек), епископ Кливлендский Петр (Лукьянов), епископ Толедский Марк (Мэймон) (Американская митрополия Антиохийского Патриархата), секретарь Представительства Московского Патриархата в США протоиерей Александр Абрамов, наместник Московского Сретенского монастыря Москвы архимандрит Тихон (Шевкунов). В алтаре молился епископ Восточно-Пенсильванский Тихон (Моллард) (Православная Церковь в Америке). Кроме многочисленных священнослужителей, монашествующих и мирян Русской Зарубежной Церкви, генеральный секретарь Постоянной конференции канонических православных епископов Америки протоиерей Марк Эри, клирики Антиохийского, Иерусалимского и Сербского Патриархатов и Православной Церкви в Америке, настоятельницы монастырей со Святой Земли ― игумения Гефсиманской обители Елисавета (Шмельц) и игумения Елеонской обители Моисея (Бубнова). В храме также присутствовали министр культуры и массовых коммуникаций Российской Федерации А. С. Соколов, Чрезвычайный и Полномочный Посол России в США Ю. В. Ушаков, Генеральный консул России в Нью-Йорке С. В. Гармонин, заместитель Постоянного представителя России при Организации Объединенных Наций И. И. Рогачёв и другие официальные лица. Отпевание и траурная церемония длилась весь день.
После того, как все попрощались с почившим владыкой и была совершена заупокойная лития, гроб с его телом был трижды обнесен вокруг храма, во время третьего раза ― с четырьмя остановками для совершения литии. Митрополит Лавр был погребен в крипте Троицкого собора, где покоятся Первоиерархи Русской Православной Церкви Заграницей.

## Награды
В апреле 2007 года награждён Синодальным Знаменским орденом первой степени — высшей наградой РПЦЗ. Митрополит Лавр был первым, кто был награждён этой наградой.
3 сентября 2007 года был награждён Патриархом Московским Алексием II орденом святого равноапостольного великого князя Владимира II степени «во внимание к усердным архипастырским трудам и в связи с 40-летием архиерейской хиротонии», а также Главой «Российского Императорского Дома» Марией Владимировной Романовой Орденом Святого Благоверного Князя Александра Невского.
1 января 2008 года Президент России Владимир Путин направил ему поздравительную телеграмму, в которой в частности говорится: «Особую благодарность и признательность заслуживает Ваша выдающаяся роль в подготовке воссоединения Русской Православной Церкви и подписание Вами вместе с Патриархом Московским и всея Руси Алексием II Акта о каноническом общении».
19 февраля 2008 года в Белом зале московской мэрии на Тверской мэром Москвы Юрием Лужковым была вручена почётная награда «Соотечественник года — 2007» за большой личный вклад в духовное единение русского народа.
25 февраля 2008 года на приёме после литургии в Храме Христа Спасителя Патриархом Алексием II был удостоен ордена преподобного Сергия Радонежского I степени.
27 февраля 2008 года в Покровском соборе Марфо-Мариинской обители получил из рук Владимира Якунина знаки международной премии Андрея Первозванного «За веру и верность».

## Оценки и мнения
Патриарх Алексий II в интервью «Российской газете» свидетельствует о роли митрополита Лавра в воссоединении с Русской Церковью: «Верные чада Русской православной церкви всегда будут помнить о нём как о ревностном архипастыре, выполнившем уготованное ему Промыслом Божиим предназначение. Кто, как не он, сплотил своим молитвенным предстоятельством зарубежную паству? Кто, как не он, позволил ей возрадоваться о выстраданном несколькими поколениями русских эмигрантов воссоединении с Церковью в Отечестве?».
Президент России Владимир Путин в своём соболезновании Патриарху Алексию II в связи с кончиной митрополита Лавра написал: «Митрополиту Лавру принадлежит выдающаяся роль в деле подготовки воссоединения Русской православной церкви и подписание вместе с Вами Акта о каноническом общении. Это историческое деяние навсегда останется в памяти благодарных потомков».
Его преемник на посту Первоиерарха РПЦЗ митрополит Иларион так отозвался о нём: «Меня всегда воодушевлял монашеский подвиг Высокопреосвященнейшего Владыки Лавра, который выражался в его молитве, вере, терпении и смирении. Владыка был большим молитвенником, посещал все монастырские службы, читал монашеское правило. Вообще, он всегда оставался монахом в первую очередь. Владыка не только глубоко верил в Бога, но и всецело доверял Ему и Его водительству. Он смирялся, примирялся с волей Божией, то есть отдавался ей полностью и радостно. Поэтому, от него всегда веяло невероятным душевным миром и спокойствием».
Официальные представители Московского Патриархата и РПЦЗ ещё до погребения митрополита в принципе не исключили возможность канонизации митрополита Лавра в будущем.
Сразу по его кончине, лично знавшие митрополита Лавра свидетельствовали о его скромности и простоте, доступности и неприхотливости. Так архимандрит Тихон (Шевкунов) вспоминал: «Он никогда не использовал другого вида убеждения, кроме молитвы и собственного примера. Приезжая в епархии и храмы, которые были не согласны с его решением, просто молчал и молился. И в большинстве случаев его молитва была сильнее любой агитации, увещеваний, строгости или наказания. Это был настоящий монах. И, конечно, добрый человек. Я не знаю ни одного случая, чтобы он на кого-то наложил взыскание, отругал, укорил».
По мысли историка протоиерея Георгия Митрофанова, «Митрополит Лавр всегда сознавал, что РПЦЗ не просто автономная церковь, но часть чего-то большего — Русской православной церкви. И неудивительно, что именно он возглавил процесс воссоединения двух частей одного целого. Времена изменились, и митрополит не был ни рьяным сторонником объединения, ни твёрдым противником. Он сумел сделать всё очень спокойно, сохранив единство Церквей, привести одну из них в лоно Русской православной церкви. <…> Несмотря на глубокую аскетичность этого человека и следование истинному монашеству, митрополит пользовался большим авторитетом в духовных и административных вопросах, воспринимая Церковь как подлинно соборный организм. Он всегда выслушивал мнение других, вплоть до мирян, а в дискуссии — всех участвующих сторон. Митрополит Лавр очень убедительно объяснял многим естественность процесса объединения двух Церквей. Благодаря его трудам РПЦЗ смогла дать ответ на многие упования людей, оказавшихся в изгнании, а затем — иностранцев, принявших православие. А митрополит Лавр сумел исполнить завет отцов-основателей Зарубежной церкви о воссоединении с Русской церковью.».
Размышляя о кончине митрополита Лавра, настоятель домового храма святой мученицы Татианы при МГУ протоиерей Максим Козлов, сказал: «митрополит Лавр абсолютно не был ни публичным человеком, ни политиком — даже в самом положительном смысле этого слова. Он был монахом. Он не был по-светски слишком учён, не блистал красноречием, не обладал внешне приметным даром убеждения или человеческой яркости. Но всякий, кто с ним общался сколько-нибудь долго, не мог не заметить редкой — в наше время особенно — добродетели. <…> У митрополита Лавра было удивительное соответствие того, что он говорил, тому, что делал».
По словам протоиерея Андрея Папкова, он убеждён в личной святости владыки Лавра: «обращаюсь к нему за молитвенной помощью — и её получаю. Помню, случился у меня очень трудный период как у директора школы в Джорданвилле. Каждая летняя сессия была непредсказуема: трудности с визами для преподавателей, влажная, жаркая погода, всевозможные искушения. И тогда я пошёл на могилку к владыке Лавру и попросил его молитвенной помощи, которую и получил по всем статьям, включая идеальную погоду».
По воспоминаниям пианиста Максима Шостаковича: «Очень по нему тоскую. Удивительный был человек! Всем сердцем любил монастырь. Если по долгу службы ему приходилось уехать, вы бы видели, с какой радостью он возвращался. И всегда для всех у него находилось время, каким бы уставшим он не был. Его уважали и боялись как строгого отца, хотя он излучал только доброту».

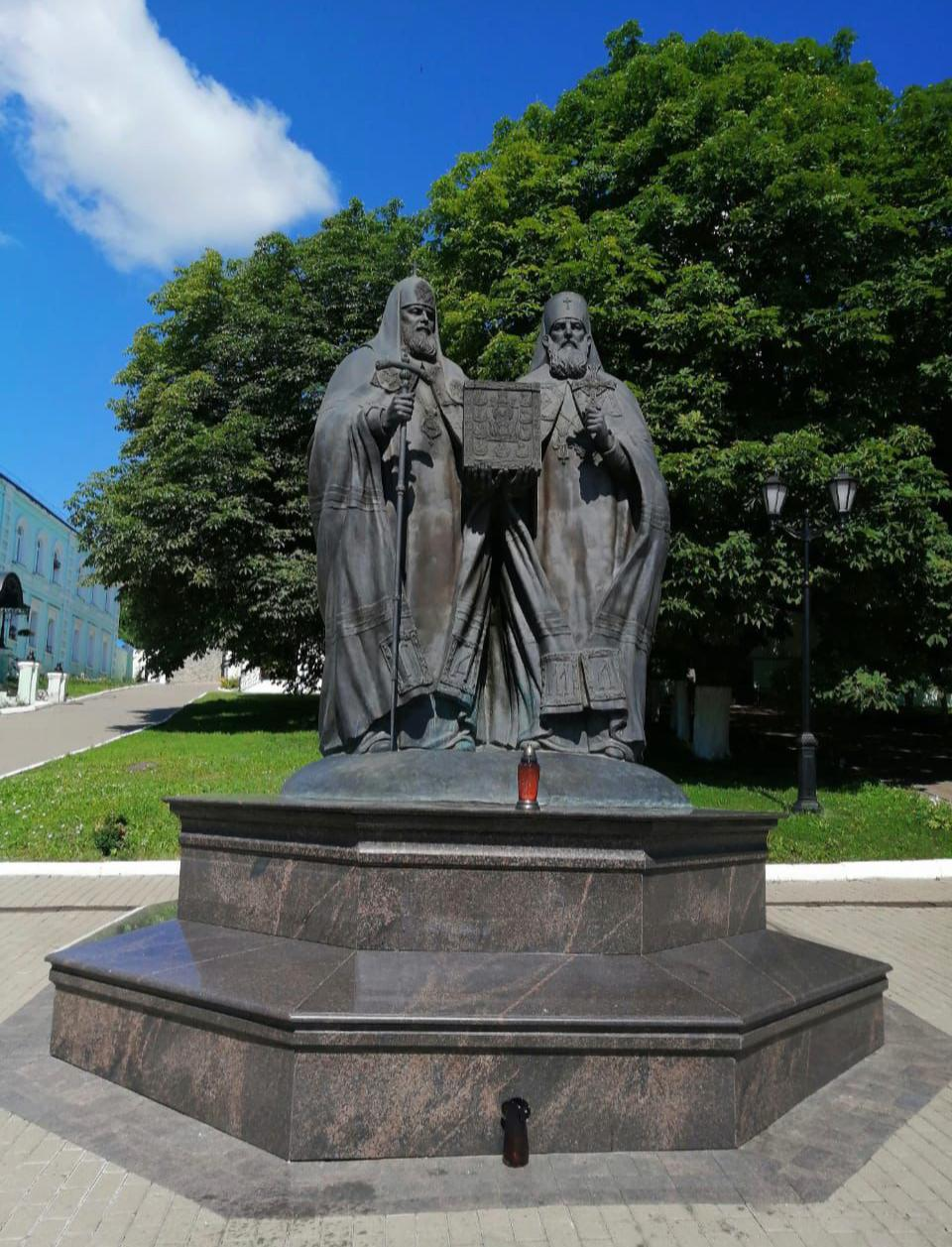
Памятник Патриарху Алексию II и митрополиту Лавру в Курской Коренной пустыни, Курская область

## Публикации
статьи, послания, проповеди
- Архиепископ Филарет Гумилевский, Черниговский. (К столетию со дня кончины — 1866—1966 г.) // Православный Путь. Церковно-богословско-философский Ежегодник. Приложение к журналу «Православная Русь». — Jordanville: Типографія преп. Іова Почаевскаго. Holy Trinity Monastery, 1966. — С. 125—144.
- Слово при наречении во еп. Манхеттанского // Православная Русь. 1967. — № 3. С. 6; № 16. — С. 3-4;
- Архиепископ Виталий Максименко (память 8 марта) // Православная Русь. — 1970. — № 6. — С. 3—4
- 25 лет со дня кончины Архиепископа Виталия // Православная Русь. — 1985. — № 5 (1290). — С. 5—6
- Памяти Архиепископа Серафима Чикагского и Детройтского // Православная Русь. — 1987. — № 15 (1347). — С. 7
- 1000-летие Крещения Руси // Юбилейный сборник. В память 1000-летия Крещения Руси. 988—1988. — Джорд. : Типография преп. Иова Почаевского : Свято-Троицкий монастырь, 1988. — С. 7—12
- Памяти Отца Иеромонаха Игнатия // «Православная Русь». — 1991. — № 5 (1434). — С. 9
- Объявление // «Православная Русь». 1992. — № 3. — С. 3.
- Священно-архимандрит Антоний. К 100-летию со дня рождения // Православная Русь. — 1992. — № 23 (1476). — С. 6-7, С. 15

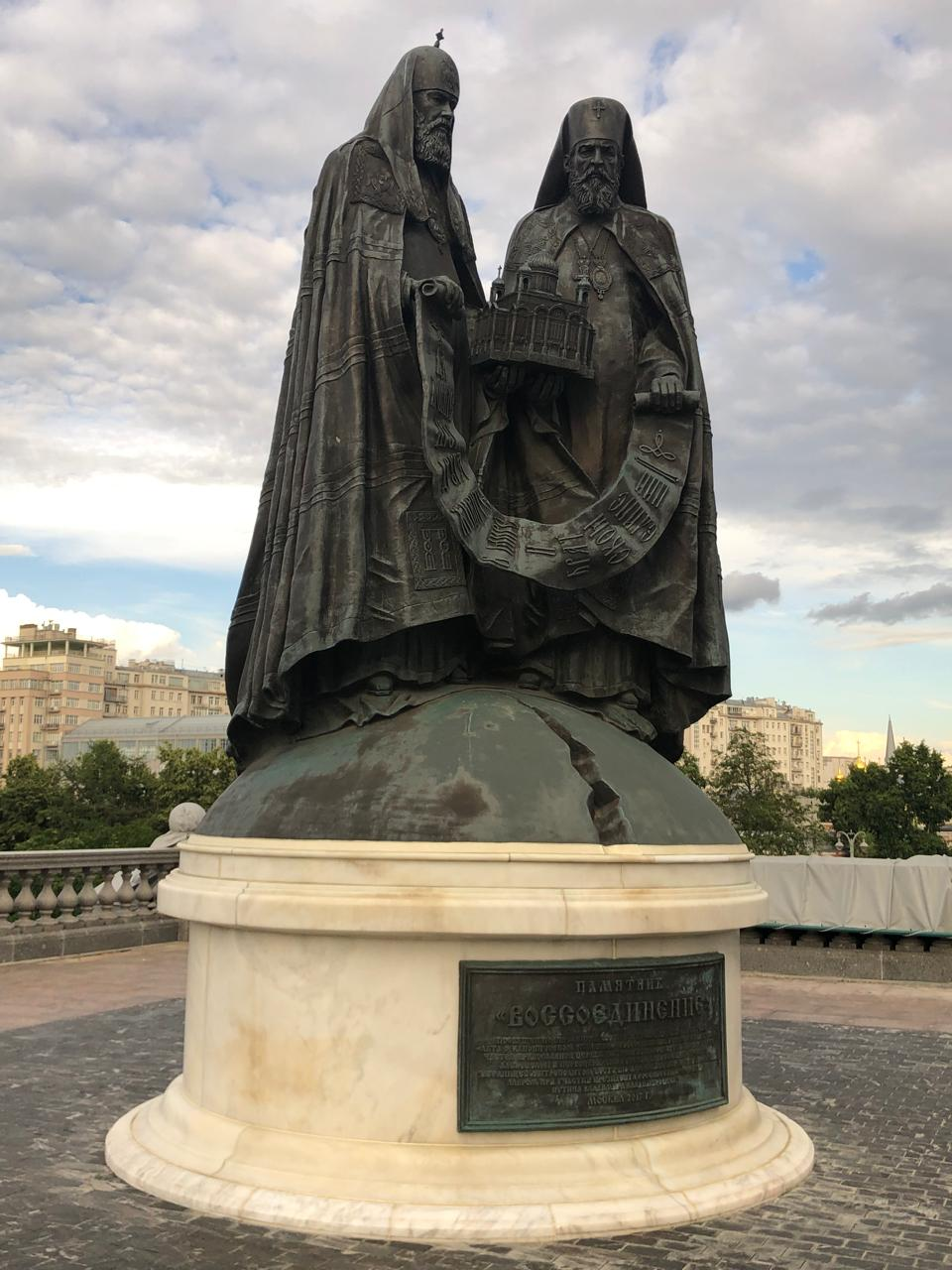
Памятник «Воссоединение» патриарху Алексию II и митрополиту Лавру на площади Храма Христа Спасителя в Москве

- Памятник «Воссоединение» патриарху Алексию II и митрополиту Лавру на площади Храма Христа Спасителя в МосквеВоспоминания о переезде монашеской братии из Ладомировой в Джорданвилль в 1944-46 гг. // Православная Русь. — 1997. — № 7. — С. 6-8;
- «Православная Русь» России // Православная Русь. — 1997. — № 21. — С.13.
- Некоторые воспоминания о приснопамятном владыке архиепископе Виталии: К 40-летию со дня кончины // Православная Русь. 2000. — № 6. — С. 7-8;
- Об умиротворении страстей людских. По случаю событий в Америке // Москва. — 2001. — № 12. — С. 223—225
- Ответы об итогах визита в Россию // Православная Русь. 2004. — № 13. — С. 6-7;
- «Истинный путь — всегда евангельский» // Православная Русь. 2006. — № 9. — С. 2-7;
- Письмо митрополита Восточно-Американского и Нью-Йоркского Лавра ректору ПСТБИ протоиерею Владимиру Воробьеву о церковно-исторических материалах в «Богословском сборнике» 10/23 декабря 2002 г. // Памяти высокопреосвященного Митрополита Лавра, Первоиерарха Русской Зарубежной Церкви (1928—2008) // Вестник ПСТГУ II: История. История Русской Православной Церкви. 2008. — Вып. II: 2 (27). — С. 146—147
- Письмо Первоиерарха Русской Православной Церкви за границей, ректора Свято-Троицкой духовной семинарии митрополита Восточно-Американского и Нью-Йоркского Лавра ректору ПСТГУ протоиерею Владимиру Воробьеву 14 ноября 2006 г. // Памяти высокопреосвященного Митрополита Лавра, Первоиерарха Русской Зарубежной Церкви (1928—2008) // Вестник ПСТГУ II: История. История Русской Православной Церкви. 2008. — Вып. II: 2 (27). — С. 147—148
- Вступительная речь Первоиерарха Русской Православной Церкви за границей, ректора Свято-Троицкой духовной семинарии митрополита Восточно-Американского и Нью-Йоркского Лавра на встрече с преподавателями и студентами ПСТГУ. 22 февраля 2008 г. // Памяти высокопреосвященного Митрополита Лавра, Первоиерарха Русской Зарубежной Церкви (1928—2008) // Вестник ПСТГУ II: История. История Русской Православной Церкви. 2008. — Вып. II: 2 (27). — С. 149
- Митрополит Лавр: О сущих на родине и в рассеянии // Татьянин День, 22 марта 2008
- Доклад на торжественном открытии IV Всезарубежного Собора // Деяния IV Всезарубежного Собора РПЦЗ (Сан-Франциско, 7-14 мая 2006). М., 2012. — С. 60-69.

интервью
- Беседа с высокопреосвященнейшим Лавром // Там же. 2001. № 22. С. 9-10;
- Максим Шевченко О главных целях зарубежной церкви // «НГ-Религии», 14.11.2001
- Встреча с редакцией периодических изданий Свято-Троицкого монастыря в Джорданвилле (США). // «Трибуна русской мысли». — 2002. — № 2. — С. 5-10
- Объединение православных церквей. «Современный человек должен себя переделывать под Церковь» // «Газета». — 2003. — № 278 (473)
- МИТРОПОЛИТ ЛАВР: Зарубежные святители в изгнании жили надеждой на возвращение в Россию… // Русский вестник, 19.03.2004
- Митрополит Лавр: обе части Русской Церкви готовы к честному и созидательному диалогу. Москва, 13 мая 2004 г.
- «Отказываться от автономии зарубежная церковь не намерена» Глава РПЦЗ митрополит Лавр сообщит об этом патриарху Алексию II // Газета «Коммерсантъ» № 85 от 14.05.2004, стр. 7
- «Мы пришли к выводу о необходимости продолжения работы созданных нами двух комиссий»: Интервью Высокопреосвященнейшего Митрополита Лавра газете «Русский вестник», 01.06.2004
- Святость нельзя изображать, к святости нужно стремиться // Экономические стратегии. 2006. — № 4
- Мы надеемся, что наши совместные труды послужат укреплению православия // interfax-religion.ru, 4 июня 2007
- Митрополит Лавр: «Церковь всегда прислушивается к мнению тех, кто сохраняет с ней единство, преодолевая проблемы и скорби в её недрах, болея её болезнями» // patriarchia.ru, 28 октября 2007
- НЬЮ-ЙОРК: 25 октября 2007 г. Предстоятель Русской Зарубежной Церкви ответил на вопросы редакции «Вестника» Одесской Духовной Семинарии // официальный сайт РПЦЗ, 25 октября 2007
- Митрополит Лавр: Знаки пробуждения Руси проявляются всё отчетливёй. Предстоятель Русской Зарубежной Церкви в эксклюзивном интервью Русской линии рассказал о своем видении духовных перемен в нашей стране // «Русская линия», 12 марта 2008
- Надо самим поехать и посмотреть // Журнал «Русский инок», апрель 2008. — С. 17-20